# Rafaelia rufiventris
Rafaelia rufiventris är en tvåvingeart som beskrevs av Townsend 1917. Rafaelia rufiventris ingår i släktet Rafaelia och familjen köttflugor. Inga underarter finns listade i Catalogue of Life.